# ماکسین جنینگز

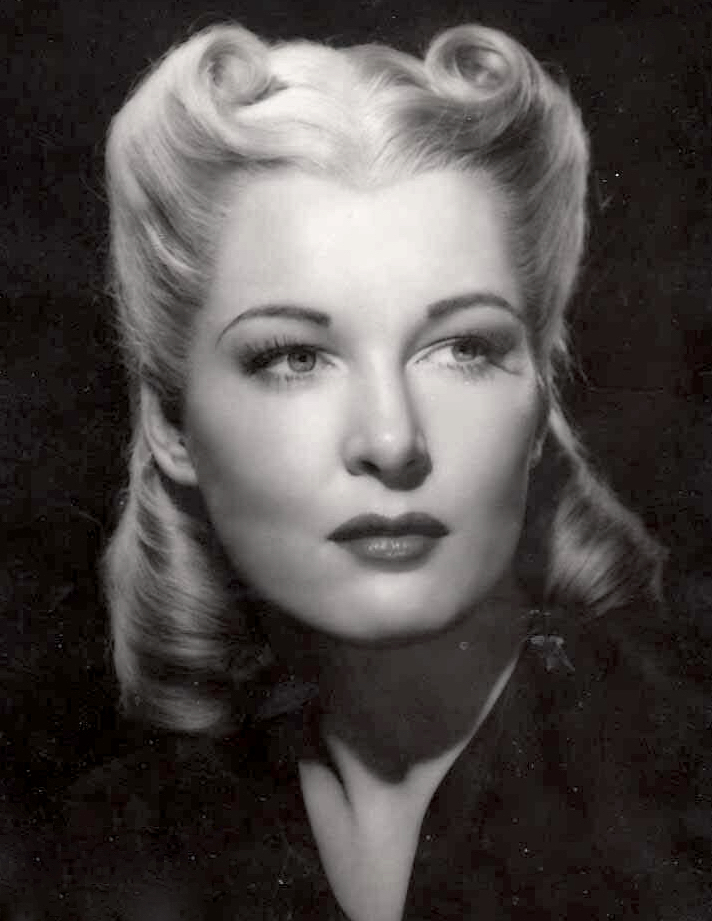

ماکسین بلیس جنینگز (۸ مارس ۱۹۰۹–۱۱ ژانویه 1991) یک هنرپیشه آمریکایی بود. جنینگز در پورتلند، اورگان به دنیا آمد و بزرگ شد. او در طول دوران دانشجویی خود در دانشگاه اورگان، هشت قهرمانی شنا را به دست آورد. در ۳۱ ژوئیه ۱۹۲۶، در ۱۷ سالگی، جنینگز برنده مسابقه زیبایی دوشیزه پورتلند شد که به او حق شرکت در مسابقه دوشیزه آمریکا را داد.

## حرفه
در پاریس، جنینگز مدل لباس زنانه طراحی شده توسط ژان پاتو بود. در طول سال‌های مدلینگ، او بر روی جلد مجلات درخشید. او همچنین در رادیو آواز خواند. روی صحنه، جنینگز در نمایش قایق، غرور ارل کارول ، و حماقت زیگفلد نقش آفرینی داشت. اولین بازی او در فیلم دختر دیوانه بود. از دیگر فیلم‌های او می‌توان به Chatterbox (1936)، همسر دوم (1936) Walking on Air (1936) و You Can't Buy Luck (1937) اشاره کرد.